# Procione (torpilleur)
Le Procione (fanion « PR ») était un torpilleur italien de la classe Orsa lancé en 1937 pour la Marine royale italienne (en italien : Regia Marina).

## Conception et description
La Classe Orsa était une version agrandie des torpilleurs de la classe classe Spica afin d'avoir une plus grande autonomie et de pouvoir rester plus longtemps en mer. Par rapport au Spica, ils avaient un armement anti-sous-marin double, avec 4 lanceurs de charges de profondeur contre 2 sur les Spica, par rapport auquel ils étaient moins rapides.
Ces navires avaient une longueur totale de 82,5 mètres, une largeur de 9,69 mètres et un tirant d'eau de 3,74 mètres. Ils déplaçaient 840 tonnes à charge normale, et 1 575 tonnes à pleine charge. Leur effectif était de 154 officiers, sous-officiers et marins
Les Orsa étaient propulsés par deux turbines à vapeur à engrenages, chacune entraînant un arbre d'hélice et utilisant la vapeur fournie par deux chaudières. La puissance nominale des turbines était de 16 000 chevaux-vapeur (11 800 kW) pour une vitesse de 28 nœuds (52 km/h) en service. Ils avaient une autonomie de 5 100 milles nautiques (9 450 km) à une vitesse de 12 noeuds (22 km/h).
Leur batterie principale était composée de 2 canons 100/47 OTO Model 1937. La défense antiaérienne (AA) des navires de la classe Orsa était assurée par 4 mitrailleuses anti-aériennes Breda Model 1931 de 13,2 mm. Ils étaient équipés de 4 tubes lance-torpilles de 450 millimètres (21 pouces) dans deux supports jumelés au milieu du navire.  Les Orsa étaient également équipés de 4 lanceurs de charges de profondeur et d'un équipement pour le transport et la pose de 20 mines.

## Construction et mise en service
Le Procione est construit par le chantier naval Bacini & Scali Napoletani à Naples en Italie, et mis sur cale le 	27 avril 1936. Il est lancé le 21 mars 1937 et est achevé et mis en service le 31 mars 1938. Il est commissionné le même jour dans la Regia Marina.

## Histoire de service
Le torpilleur Procione est construit par Navalmeccanica dans le chantier naval Bacini & Scali Napoletani et est entré en service le 31 mars 1938.
Au cours de sa période initiale de service, le navire subit une reclassification. En effet, déjà en 1938, l'année de son entrée en service, le navire, initialement classé comme aviso d'escorte, subit une reclassification en torpilleur.
À la date de l'entrée de l'Italie dans la Seconde Guerre mondiale (10 juin 1940), le Procione est le chef d'escadron du VIe escadron de torpilleurs basé à Naples, qu'il forme avec ses navires-jumeaux (sister ships) Orsa, Orione et Pegaso. La formation est ensuite nommée XIVe escadron et IVe escadron.
Étant, avec ses trois navires-jumeaux, l'un des très rares navires de la Regia Marina spécifiquement conçus pour la tâche d'escorte de convois et pouvant passer de longues périodes en mer, le navire est utilisé intensivement pendant la guerre sur les routes d'Afrique du Nord.
Le 25 juin 1940, le Procione, le Orsa et le croiseur auxiliaire Ramb III escortent les transports de troupes Esperia et Victoria de Naples à Tripoli: c'est le premier convoi vers la Libye
Le 2 juillet 1940, les torpilleurs Procione, Orsa, Orione et Pegaso escortent de Tripoli à Naples (aller-retour) le Esperia et le Victoria
Le 6 juillet 1940, le Procione participe à l'escorte du premier grand convoi vers la Libye (opération appelée "TCM"). Parti de Naples à 19h45, le convoi est formé par les transports de troupes Esperia et Calitea (transportant respectivement 1 571 et 619 soldats respectivement) et les cargos modernes Marco Foscarini, Francesco Barbaro - ce dernier ajouté le 7 juillet de Catane avec l'escorte des torpilleurs Abba et Pilo - et Vettor Pisani (dont la cargaison comprenait 232 véhicules, 5 720 t de carburant et de lubrifiants et 10 445 t d'autres matériaux). Avec les quatre unités du XIVe escadron de torpilleurs, les croiseurs légers Bande Nere et Colleoni et le Xe escadron de destroyers (Maestrale, Grecale, Libeccio, Scirocco) ont escorté le convoi. Les navires atteignent Benghazi, leur port d'arrivée, sains et saufs le 8 juillet.
Le 19 juillet à six heures du matin, le Procione, avec les unités de son escadron, quitte Benghazi pour escorter sur la route du retour vers Naples un convoi composé des navires marchands Esperia, Calitea, Marco Foscarini, Francesco Barbaro et Vettor Pisani. Le convoi arrive sain et sauf dans le port napolitain, peu après minuit le 21 juillet.
Le 27 juillet, les torpilleurs Procione, Orione, Orsa et Pegaso servent d'escorte à un convoi naviguant de Naples à Tripoli pendant l'opération "Trasporto Veloce Lento" (le convoi est composé des navires marchands Maria Eugenia, Gloriastella, Mauly, Bainsizza, Col di Lana, Francesco Barbaro et Città di Bari). Renforcées en escorte par l'arrivée des destroyers Maestrale, Grecale, Libeccio et Scirocco, les unités arrivent au port sans dommage le 1er août, évitant même une attaque du sous-marin britannique HMS Oswald (N58) effectuée le 30 juillet.
Le 4 septembre 1940, à 8h30, le Procione quitte Tripoli et escorte les steamers Achille et Bainsizza vers Naples et Palerme.
Entre 1940 et 1941, le Procione, comme ses navires-jumeaux, subit des travaux, à la suite desquels les huit mitrailleuses de 13,2 mm, peu efficaces, sont retirées et remplacées par huit canons de 20/65 mm.
Le 12 février 1941, l'unité, ainsi que le destroyer Camicia Nera, quittent Naples pour escorter le deuxième convoi avec les troupes du Deutsches Afrikakorps (navires marchands Adana, Aegina, Kybfels et Ruhr), qui arrive à Tripoli deux jours plus tard.
Le 24 février, le torpilleur quitte Naples pour escorter vers Tripoli, avec le destroyer Vivaldi et les torpilleurs Orsa et Calliope, un convoi composé des transports allemands Arcturus, Alikante, Giulia, Leverkusen et Wacthfels.
Du 1er au 3 mars, avec le Vivaldi, le Orsa et le Calliope, il escorte les navires à vapeur Alicante, Arcturus, Leverkusen et Wachtfels sur la route de retour Tripoli-Naples.
Du 8 au 10 avril, les torpilleurs Procione, Cigno et Orione escortent de Naples à Tripoli un convoi composé des navires marchands Leverkusen, Wachtfels, Arcturus, Ernesto et Castellon avec des unités de l'Afrikakorps à bord: le voyage se déroule sans encombre.
Le 30 avril, avec les destroyers Euro et Fulmine et les torpilleurs Castore et Orione, le Procione fait partie de l'escorte d'un convoi formé par les transports Birmania, Marburg, Reichenfels, Rialto et Kybfels naviguant d'Augusta et Messine vers la Libye chargé de fournitures pour l'Afrikakorps. Bien qu'attaqué par des avions et des sous-marins le 1er mai, le convoi n'est pas endommagé.
Du 5 au 7 mai, avec les destroyers Fulmine et Euro et les torpilleurs Cigno, Orsa, Centauro et Perseo, il escorte un convoi des vapeurs Marburg, Kybfels, Rialto, Reichenfels et Marco Polo sur la route de Tripoli à Palerme.
Le 24 mai à 4h40, il appareille de Naples en escortant, avec le destroyer Freccia et les torpilleurs Orsa et Pegaso, un convoi composé des transports de troupes Conte Rosso, Marco Polo, Esperia et Victoria. Il est ensuite rejoint par l'escorte indirecte de la IIIe division de croiseurs (Trieste et Bolzano) avec les destroyers Ascari, Corazziere et Lanciere, ainsi que, pendant une courte période (ils rentrent au port à 19h10), par les torpilleurs Perseo, Calliope et Calatafimi. À 20h40, le sous-marin britannique HMS Upholder (P37), ayant repéré le convoi et s'en étant approché, lance deux torpilles. Ces dernières touchent le Conte Rosso, qui coule en dix minutes, emportant 1 297 hommes. Le Procione et les autres unités d'escorte récupèrent les 1 432 survivants.
Le 26 mai, il appareille de Naples pour escorter vers Tripoli, avec les destroyers Vivaldi et da Noli et les torpilleurs Cigno et Pegaso, les navires à moteur Andrea Gritti, Marco Foscarini, Sebastiano Venier, Rialto, Ankara et Barbarigo. Malgré les attaques aériennes, qui endommagent le Foscarini et le Venier, le convoi atteint sa destination le 28.
Le 14 juillet, il escorte de Tripoli à Naples, avec les destroyers Fuciliere, Alpino et Malocello et les torpilleurs Orsa et Pegaso, les transports Rialto, Andrea Gritti, Sebastiano Venier, Barbarigo et Ankara. Le sous-marin britannique HMS P33 torpille et coule le Barbarigo à la position géographique de 36° 27′ N, 11° 54′ E, étant ensuite sérieusement endommagé par la réaction de l'escorte, tandis que le reste du convoi atteint Naples le 16.
Le 17 août 1941, il fait partie, avec les destroyers Freccia, Euro et Dardo et les torpilleurs Pegaso et Sirtori, de l'escorte d'un convoi composé des transports Maddalena Odero, Nicolò Odero, Caffaro, Giulia, Marin Sanudo et Minatitlan. Le sous-marin néerlandais HNLMS O 23 torpille le Maddalena Odero qui est ensuite achevé par des avions le 18, alors qu'il retourne à Lampedusa sous l'escorte des torpilleurs Pegaso et Sirtori, tandis que les autres unités arrivent à Tripoli le 19.
Les 26-29 août, il fait partie - avec les destroyers Euro et Oriani et les torpilleurs Orsa et Clio - de l'escorte d'un convoi formé par les vapeurs Ernesto et Aquitania, le navire à moteur Col di Lana et le pétrolier Pozarica, naviguant de Naples à Tripoli. Le 27, le convoi est attaqué deux fois par le sous-marin HMS Urge (N17), qui manque le Pozarica mais endommage le Aquitania (qui doit retourner à Trapani assisté du 'Orsa), puis échappe à la réaction du Clio. Les autres navires atteignent leur destination le 29.
Le 10 septembre, les torpilleurs Pegaso, Procione, Orsa et Circe (rejoints le 13 par le Perseo) et les destroyers Fulmine et Oriani quittent Naples pour escorter un convoi (les vapeurs Temben, Caffaro, Nicolò Odero, Nirvo, Giulia et Bainsizza) vers la Libye, qui le 12 septembre est attaqué par des avions britanniques Fairey Swordfish de la 830e escadron (830th Squadron) au nord-ouest de Tripoli. Le Caffaro coule à la position géographique de 34° 15′ N, 11° 54′ E, tandis que le Tembien et le Nicolò Odero sont endommagés. Ce dernier est achevé le lendemain à la position géographique de 32° 51′ N, 12° 18′ E par une autre attaque aérienne, après que le reste du convoi ait atteint Tripoli.
Le 1er novembre, le torpilleur escorte le vapeur Capo Arma sur la route Benghazi-Brindisi. Des bombardiers Vickers Wellington endommagent le cargo, qui peut toutefois poursuivre sa route et atteindre sa destination.
Le 29 novembre, le Procione quitte Brindisi pour escorter les vapeurs Iseo et Capo Faro à Benghazi, mais le lendemain le convoi est attaqué depuis le ciel. Le Capo Faro coule à la position géographique de 37° 28′ N, 19° 20′ E, tandis que le Iseo endommagé est escorté jusqu'à Argostoli par le torpilleur.
Le 3 janvier 1942 à 13h15, l'unité appareille de Brindisi avec le destroyer Freccia, escortant, dans le cadre de l'opération "M 43", le navire à moteur moderne Gino Allegri. Le convoi atteint Tripoli sans encombre le 5 janvier.
Le 13 janvier à 16h30, le Procione et un autre torpilleur, le Castore, quittent Tripoli pour escorter les bateaux à moteur modernes Monviso et Monginevro vers l'Italie. Le convoi arrive à bon port après avoir évité une rencontre avec une formation de destroyers britanniques (HMS Lance (G87), HMS Lively (G40), HMS Jaguar (F34) et HMS Zulu (F18)) et une attaque de bombardiers-torpilleurs de la 830e escadron.
Le 5 mars 1942, le Procione et le Cigno bombardent avec des grenades sous-marines le sous-marin britannique HMS Uproar (P31), qui torpille et coule le bateau à moteur Marin Sanudo à la position géographique de 35° 27′ N, 12° 12′ E au sud-ouest de Lampione.
Le 26 novembre 1942, le Procione, commandé par le capitaine de corvette (capitano di corvetta) Renato Torchiana (chef d'escorte), ainsi que les torpilleurs Ciclone et Ardente, escortent vers Tunis les vapeurs Sant'Antioco et Honestas et la barge à moteur allemand (Marinefährprahm) 477 (ce dernier s'est joint au convoi après avoir quitté Trapani), les protégeant des attaques aériennes anglo-américaines continues et intenses qui se produisent dans la nuit du 26 au 27 novembre: les transports ne sont pas endommagés.
À dix heures du soir du 1er décembre, sous le commandement du capitaine de corvette Renato Torchiana, il appareille de Palerme pour escorter vers Bizerte, avec les destroyers da Recco, Folgore et Camicia Nera et le torpilleur Clio, le convoi "H" (transports de troupes Aventino et Puccini, transport militaire allemand KT 1, ferry Aspromonte, avec à bord un total de 1 766 soldats, 698 tonnes de matériel, principalement des munitions, 32 véhicules, 4 chars, 12 pièces d'artillerie). Étant une unité équipée d'un échogoniomètre, le Procione est positionné à l'avant du convoi. Vers minuit, le navire reçoit également l'ordre de se placer en tête de la formation et de mettre le paravane en mer. Grâce à l'organisation Ultra, la Royal Navy apprend la présence du convoi et envoie la Force Q (croiseurs légers HMS Aurora (12), HMS Sirius (82) et HMS Argonaut (61), destroyers HMS Quentin (G78) et HMAS Quiberon (G81)) contre lui. À 00h37, les navires britanniques interceptent le convoi " H " et l'attaquent près du banc de Skerki (côte tunisienne) (bataille du banc de Skerki). Dans le violent affrontement, qui dure une heure, tous les transports sont coulés (sauf le Puccini, endommagé irrémédiablement et coulé par la suite) et le Folgore, et le da Recco est sérieusement endommagé. Au moment de l'attaque, le Procione procédait à son paravane en mer, un facteur qui complique et retarde son intervention. En effet, le commandant Torchiana ordonne immédiatement de couper les câbles du paravane, d'augmenter la vitesse et de se diriger vers l'ennemi, mais ce n'est qu'à 00h53 que le torpilleur réussit à entrer en contact avec la Force Q. Dès qu'ils l'aperçoivent, les navires britanniques ouvre le feu. Le Procione est touché par deux obus et sérieusement endommagé, mais il continue la manœuvre d'attaque et se prépare à lancer des torpilles, qui ne pourrons pas être tirées en raison d'une panne. Atteint par trois autres obus et plusieurs éclats d'obus, le navire tente à nouveau d'attaquer, mais est finalement mis hors d'état de nuire par une panne de gouvernail. Temporairement immobilisé, avec de graves avaries, des incendies à bord, des équipements radio détruits et les salles d'étrave à moitié inondées, le Procione ne peut redémarrer qu'à 1h45 et se dirige à faible vitesse vers La Goulette en Tunisie, où il arrive à 8h00 le lendemain matin. Deux sous-officiers et un marin du Procione sont tués dans la bataille.
Pendant les travaux de réparation, en février 1943, le torpilleur a été équipé d'un radar "Fu. Radar "Mo. 21/40 G", de production allemande. Le navire embarque également trois autres canons Scotti-Isotta-Fraschini de 20/70 mm.
En 1943, l'unité est reclassée en torpilleur d'escorte.

### Événements liés à l'armistice
L'annonce de l'armistice du 8 septembre 1943 (Armistice de Cassibile) surprend le torpilleur au chantier naval de La Spezia, immobilisé pour des travaux de moteur. Ne pouvant plus bouger, le Procione se saborde lui-même dans les eaux du port de La Spezia le 9 septembre 1943.
Le renflouement de l'épave, commencé le 27 octobre 1946, s'achève le 27 janvier 1947; les restes du torpilleur sont ensuite envoyés à la démolition.

## Sources
- (it) Cet article est partiellement ou en totalité issu de l’article de Wikipédia en italien intitulé « Procione (torpediniera) » (voir la liste des auteurs).